# Södra Abborrtjärnen, Dalarna
Södra Abborrtjärnen är en sjö i Rättviks kommun i Dalarna och ingår i Dalälvens huvudavrinningsområde.